# 인도의 무덤
인도의 무덤(The Indian Tomb, Das Indische Grabmal)은 이탈리아에서 제작된 프리츠 랑 감독의 1959년 모험 영화이다. 데브라 파겟 등이 주연으로 출연하였고 Eberhard Meichsner 등이 제작에 참여하였다. 알려진 다른 제목은 불이다.

## 출연

### 주연
- 데브라 파겟
- 폴 허브쉬미드
- 클라우스 홈

### 조연
- 사빈느 베스먼